# Hydrophis macdowelli
Espèce
Statut de conservation UICN

 LC  : Préoccupation mineure
Hydrophis macdowelli ou Hydrophide de Mcdowell est une espèce de serpents de la famille des Elapidae.

## Répartition
Cette espèce marine se rencontre dans les eaux :
- du Nord de l'Australie-Occidentale, du Territoire du Nord et du Queensland en Australie ;
- du Sud de la Nouvelle-Guinée occidentale en Indonésie ;
- du Sud de la Papouasie-Nouvelle-Guinée ;
- de la Nouvelle-Calédonie.

## Étymologie
Cette espèce est nommée en l'honneur de Samuel Booker McDowell.

## Publication originale
- Kharin, 1983 : A new species of the genus Hydrophis sensu lato (Serpentes, Hydrophiidae) from the North Australian Shelf. Zoologicheskii Zhurnal, vol. 62, no 11, p. 1751-1753.